# Sida anomala
Sida anomala es una especie de malvácea sudamericana.  Fue descrito por primera vez por Augustin Saint Hilaire.

### Distribución
Este tipo de planta se encuentra en el noreste de Argentina, en las provincias de Chaco, Corrientes y Misiones. En el sur, noreste y centro-oeste de Brasil en los estados de Río Grande do Sul, Mato Grosso y Mato Grosso del Sur. En los departamentos de Chuquisaca, Cochabamba, Santa Cruz y Tarija, en Bolivia. En Paraguay y Uruguay.